# 25783 Brandontyler
25783 Brandontyler è un asteroide della fascia principale. Scoperto nel 2000, presenta un'orbita caratterizzata da un semiasse maggiore pari a 2,7375881 UA e da un'eccentricità di 0,1670508, inclinata di 8,94904° rispetto all'eclittica.